# Beppe Lopetrone
Beppe Lopetrone (Carpi, 27 gennaio 1950 – Modena, 27 ottobre 2007) è stato un fotografo italiano di moda e un creativo. Di formazione cristiano-cattolica, essendo cresciuto a Nomadelfia, ebbe per padre spirituale don Zeno Saltini, fondatore della comunità.

## L'infanzia e l'adolescenza
Figlio di Caterina Lopetrone, originaria di San Giovanni in Fiore, e padre sconosciuto, Beppe fu lasciato dalla madre quando aveva cinque mesi a Nomadelfia, la comunità religiosa fondata da don Zeno Saltini.
Don Zeno presto lo affidò in adozione a Valeria Cammertoni la quale, a quel tempo, aveva appena 18 anni.
Il piccolo Giuseppe, accolto da Valeria, fu subito soprannominato Beppino e poi Beppe e fu allevato nella comunità fino al 1966, anno in cui Valeria, il marito Pietro e i loro sette figli (Paola, Carla, Francesco, Luca, Simonetta, Sara e Silvia) ne uscirono trasferendosi a Formigine (MO).
Beppe preferì fermarsi a Nomadelfia per conseguire la maturità a Grosseto studiando da privatista. Allora i ragazzi della comunità lavoravano di giorno nei campi e occupavano le ore della sera e della notte per lo studio.

## L'uscita da Nomadelfia e l'avvio alla professione (1967-1974)
Nel 1967 Aldo Cazzulo portò Beppe ed altri ragazzi a Formigine, da Valeria e Pietro, giacché Don Zeno aveva proibito loro di presentarsi all'esame di maturità, motivando la necessità di approfondire ancora gli studi; Aldo, Beppe e gli altri ragazzi non avevano accettato la scelta del religioso.
Non potendo restare nella casa dell'ex famiglia di Nomadelfia, i cinque furono portati da Pietro Manfredi nella vecchia canonica di Rubbiara vicino a Nonantola, grazie alla disponibilità manifestata dal parroco Don Arrigo Beccari, il quale si impegnò ad ospitare i nomadelfi e a fargli completare gli studi. Aldo, con l'aiuto di Don Arrigo, divenne direttore della locale Scuola Alberghiera ed ebbe assegnato Beppe come aiutante.
Beppe fu tenuto per tre anni nell'Istituto Nazareth di don Ivo Silingardi, nel quale completò gli studi magistrali. Dopo che conseguì il diploma aiutò Aldo a fare studiare gli altri tre ragazzi usciti con lui da Nomadelfia; nello stesso periodo cominciò a frequentare il DAMS presso l'Università di Bologna.
Già a Nomadelfia, spinto da Don Zeno, Beppe Lopetrone a 12 anni aveva cominciato ad imparare a fotografare prima sotto la guida di Pietro, il marito di Valeria e padre d'affido, poi con Ivo Maldolesi, fotografo dell'ANSA, che fotografò il bandito Salvatore Giuliano. Segui poi le lezioni di Ugo Mulas e di altri come Salvatore D'Urso, Federico Patellani, i fratelli Gori.
Vivendo tra Rubbiara, Carpi e Nomadelfia, nel 1969 Beppe cominciò a costruirsi una vita indipendente, frequentando dapprima la cittadina di Carpi e proponendosi come fotografo per le case sartoriali locali.
Nel 1974 lascia la camera e il lavoro di assistente presso Ivo Silingardi, dove risiedeva dopo aver lasciato Nomadelfia, conquistando la definitiva indipendenza.

## Attività professionale internazionale (1975-2007)
Nel 1977 abbandona l'università di Bologna senza conseguire la laurea.
Nel 1978 comincia a frequentare Yasmina Rossi, conosciuta anni prima, originaria della Corsica, modella e fotografa, con cui costruisce un'amicizia molto intensa fino al 1994. Da lì in avanti il rapporto tra i due, sebbene allentato, rimase vivo e carico di stima reciproca per tutti gli anni a seguire.
Dal 1979 Lopetrone è un fotografo di moda e pubblicità. Apre uno studio pubblicitario a Carpi, in via Paolo Guaitoli e finestre affacciate su piazza Martiri, e con altra sede a Milano, viaggiando poté ritrarre bellissime modelle, in qualche caso a inizio carriera e non ancora divenute top model; tra queste erano Monica Bellucci, Linda Evangelista, Claudia Schiffer, Nastassja Kinski, Mirca Viola, Luisa Corna, Clarissa Burt e Martina Colombari, Paula Barbieri, Brandy Quinones, Carmen San Martin, per citare le più note, cui si aggiungono anche Clayton Norcross, Luciano De Luca, Fra i suoi clienti ha avuto Blumarine e Roberto Cavalli, Rocco Barocco e Gianfranco Ferré, Jean-Charles de Castelbajac, Marchese Coccapani, Giorgio Sogari, Ernetina Cerini, Nadia Pezzani, Anton Giulio Grande, Gerardo Sacco.
Un assaggio di come amava ritrarre Carpi con il suo obiettivo lo aveva dato nel 1981 pubblicando un volume intitolato "Beppe Lopetrone", che confermerà con la pubblicazione del volume "Carpi", del 1992, edito da Condé Nast e distribuito con Vogue.

### Fotografo a Miami Beach
Dal 1985 ha cominciato a lavorare a Miami Beach. Elabora per questa città della Florida il progetto Miami Fashion City e per questa iniziativa troverà la collaborazione di Carlo Rossella, presidente di Medusa film e già direttore del Tg1 e del Tg5, e della carpigiana Valeria Campello che, con il marito Ugo, vende negli Usa il marchio Cosabella di lingerie e costumi da bagno. La modella Bobette, della Ford Agency, lavorò come indossatrice degli indumenti prodotti da Cosabella e fotografati da Beppe.

### Candidato a Sindaco
Dalla primavera del 1990 al 1995 si occupa di un progetto politico, candidandosi a Sindaco di Carpi, uscendone sconfitto e perdendo tutto il denaro investito. A Carpi ha vissuto fino al 1995, l'anno della candidatura a Sindaco della città, che fruttò alla sua strana e composita lista "Carpi progetta l'Europa" il 5,55% dei voti e un seggio in Consiglio comunale. Il 23 aprile 1995, non avendo vinto le elezioni, ha dato le dimissioni da consigliere ed ha passato le consegna al capolista Cristian Henrich Stove, che ha svolto l'incarico per tutto il periodo del mandato, rispettando pienamente lo statuto della lista civica "Carpi progetta l'Europa". Interessante e innovativa fu la comunicazione politica, durata diversi anni, per la campagna elettorale, prodotta anche dallo stilista Jean-Charles de Castelbajac.

### Fotografo a Riga
Dal 1995 chiude tutti gli studi fotografici di Carpi e Milano, consegnando ai suoi collaboratori l'avvio di un'attività che hanno proseguito con successo, conformandosi alla routine professionale che a lui non bastava.
Trasferì così la sua attività nel Nord Est d'Europa, a Riga, capitale della Lettonia, ideando e realizzando i progetti "Riga fashion city", con studio in Palasta Iela 10, e "Palazzo Italia", una vetrina per produzioni tipiche modenesi (filati e tessuti, maglieria, gastronomia), verso i nuovi mercati dell'Est Europa. Lavorando a Riga in 4 anni inventa e lancia nel mondo della moda 30 nuove modelle, tra i 16 e i 20 anni, per la Model's Mother Agency, tra queste hanno lavorato in agenzie di Milano, Parigi, New York, Miami Beach, Tokyo: Eugenia Semenova, Anete Luse, Sasha Gnyotova, e poi a seguire ancora Anjelika Vassilieva, Inta Bimbirule, Zane Oborenko, Dace Gaile, Olga Beznosova, Aija Bārzdiņa, Kristine Rizikova. Nel mese di agosto del 1999 chiude definitivamente con l'esperienza Baltica e torna in Italia.

### 30 anni dopo: ritorno a Nomadelfia
Dal 1998 al 2000 concretizza a Nomadelfia il progetto sul libro relativo alla biografia fotografica di Don Zeno.
Nel 2002 è colpito da una grave malattia, si opera ma tiene nascosta questa realtà.

### Scopre la Calabria (2003-2007)
Dal 2003, conosce attraverso Internet l'architetto Pasquale Lopetrone di San Giovanni in Fiore, omonimo ma non parente. Dopo questo contatto nasce una forte amicizia tra i due Lopetrone, pari a quella avviata con l'arcivescovo di Mileto-Nicotera-Tropea, monsignor Domenico Tarcisio Cortese, anch'egli originario di San Giovanni in Fiore. Dopo pochi mesi dal suo viaggio in Calabria avvia il progetto Okay Calabria, per promuovere l'immagine della Calabria presso la ex villa di Gianni Versace a Miami Beach, oggi Casa Casuarina, pensando di utilizzare quel luogo come vetrina internazionale. In questo progetto intendeva coinvolgere l'imprenditoria calabrese già famosa ed avviata, attiva e creativa, per dargli visibilità internazionale, insomma un progetto per certi versi molto simile al progetto "Palazzo Italia" realizzato a Riga. Dal 2003 al 2007 incontra tutte le autorità religiose, politiche e militari della Calabria.
Nel 2004 compie un viaggio a Shanghai, ma comincia ad avvertire gravi problemi di salute, dovuti all'intervento operatorio subito nel 2002, così salta il sogno di aprire studi fotografici in Cina.
Agli inizi dell'autunno del 2005, rende visita a Rudolph Giuliani, sindaco di New York; nei primi giorni di ottobre, per il Columbus Day, insieme a monsignor Cortese e ad altre autorità politiche della Calabria, tra cui Francesco Fortugno, prende contatti con Joe Manchin, il governatore del Virginia Occidentale, per presentargli il progetto Monongah 100 anni, un progetto di commemorazione del disastro minerario avvenuto nel 1907.
Il 7 novembre 2005 Beppe Lopetrone viene premiato nella 2ª edizione del Premio Internazionale Miami 2005, che vede tra i premiati oltre 50 personalità, tra capi di Stato, uomini di governo, ambasciatori ed esponenti di primo piano delle istituzioni italiane ed internazionali, nonché del mondo dell'economia, del giornalismo, dell'imprenditoria e dello spettacolo.
Nella primavera del 2006 accompagna Joe Manchin, nel corso della sua visita in Calabria e a San Giovanni in Fiore.
L'ultimo servizio fotografico di moda lo realizza in Sila con location a Silvana Mansio, San Nicola Silano e Camigliatello Silano. Gli scatti per un'azienda di Carpi, sono stati eseguiti nel giugno 2007, avvalendosi delle modelle Mirka Viola (già miss Italia) e delle gemelle Alicia e Alessia Agazzani.

### Gli ultimi mesi (luglio-ottobre 2007)
Dopo il servizio fotografico in Sila, le condizioni di salute si aggravano e, nonostante le cure, protrattesi per tutta l'estate presso gli ospedali di Modena e di Grosseto, muore a Formigine nella casa della sorella Paola Manfredi, assistito da lei e dalla mamma d'affido, sabato 27 ottobre 2007 alle ore 15:15. 24 ore prima aveva ricevuto l'estrema unzione da don Claudio.

### Il definitivo ritorno a Nomadelfia
La mattina del 29 ottobre, la salma di Beppe Lopetrone viene salutata dalle autorità religiose, politiche e militari del modenese e portata in Maremma. I funerali sono celebrati a Nomadelfia il 29 ottobre con una messa celebrata da monsignor Cortese (✝2011), con a fianco don Claudio Pontiroli (✝2012) e altri quattro prelati. Accanto alla bara di Beppe c'è anche la bara di Aldo Giangrande, con funerale e sepoltura congiunti.
Lopetrone è sepolto nel cimitero di Nomadelfia; egli lascia tutti i suoi beni, con testamento, in favore di questa comunità.
I suoi motti erano:
"Nulla è mai un problema" e "Vivi con fantasia".

## Fortuna post mortem
- Il 5 dicembre 2009, è stata inaugurata a Palazzo dei Pio a Carpi una mostra titolata "BEPPE LOPETRONE, Moda e Celebrità"[17], dove sono state esposte le gigantografie delle più belle campagne fotografiche di Beppe Lopetrone realizzate per note firme della moda. Un'occasione per leggere l'evoluzione dello stile e della creatività negli ultimi trent'anni. In mostra immagini di Claudia Schiffer, Nastassja Kinski, Monica Bellucci, Linda Evangelista, Mirca Viola, Brandy Quinones, Clayton Norcross e ritratti di noti stilisti come Gianfranco Ferrè, Roberto Cavalli, Jean Charles de Castelbajac, ecc.
- Alcune fotografie di Beppe Lopetrone sono state utilizzate per stampare i manifesti, le locandine, ecc, per promuovere i festeggiamenti per i 500 anni della Piazza dei Martiri di Carpi, con tante iniziative e con una mostra molto interessante dal titolo: In mezzo a un dialogo. La piazza di Carpi dal Rinascimento a oggi, allestita dal 1º maggio fino al 10 giugno 2012 nei Musei di Palazzo dei Pio.

## Iniziative principali
Beppe Lopetrone ha alternato iniziative all'estero a quelle in Italia
- Dal 1985 a Miami Beach,[19]
- Dal 1990 al 1995 una parentesi di ritorno in Italia per l'iniziativa Carpi, la città della moda
- Dal 1995 al 1999 Riga, capitale della Lettonia dove fonda palazzo Italia
- Dal 2003 al 2007 si dedicò alla sua terra d'origine, la Calabria, lavorando su un progetto grandioso denominato okayCalabria, molto articolato ma rimasto ineseguito, per l'instabilità politica delle istituzioni che dovevano patrocinare e finanziare l'iniziativa internazionale.
- Dal 2003 al 2007 si dedicò ai progetti:
- Il Vescovo Cortese, dedicato a Monsignor Domenico Tarcisio Cortese, Arcivescovo di Mileto, Nicotera e Tropea;
- OkCalabria, una vetrina del made in Calabria;
- Carpi 30 anni di Foto, dedicato alla città di Carpi;
- Monongah 100 anni, dedicato al disastro minerario del 1907;
- Shanghai fashion city;
- Fashion and Celebrities, dedicato al mondo della moda;
- Mirca Viola, dedicato alla ex miss Italia, alla modella e all'attrice;
- Riga Latvia Republic 1994-1999, dedicato alla capitale Lituana;
- Miami Fashion;
- Lady Calabria;
- Girl est;
- Web Gallery 30mila foto del mondo;
- In Calabria ha scattato oltre 40.000 immagini a luoghi, personaggi e avvenimenti.

Tra le sue opere fotografiche:
- Don Zeno 100 Anni, Nomadelfia 2000, un libro fotografico sulla vita di Don Zeno e l'esperienza di Nomadelfia, con una presentazione durante il festival cinematografico di Venezia del 2001 e tante altre che seguirono.
- Beppe Lopetrone, Book fotografico,
- un libro dedicato a Mondo X di Padre Eligio
- Numerosissimi book pubblicitari relativi a collezioni di moda di diverse case sartoriali italiane e straniere.